# Caye Sandy (mer de Chine méridionale)
La caye Sandy (en anglais Sandy Cay, en vietnamien Đá Hoài Ân, en mandarin Tiěxiàn Jiāo (en sinogrammes 铁线礁)), en philippin Pag-asa Cay 2, est un petit récif coralllien situé au nord des récifs Thitu au sud-ouest des îles Spratleys en mer de Chine méridionale,.

## Toponymie
Le Viêt Nam nomme les trois plateformes de récifs coralliens principales composant la caye Sandy Đá Tri Lễ (ouest), Đá Hoài Ân (centre) et Đá Cái Vung (est). Le banc de sable sur Đá Hoài Ân correspond à Sandy Cay.

## Géographie
Les récifs de la caye Sandy sont situés au sud-ouest de la mer de Chine méridionale, à environ 230 milles marins au nord-ouest de l'île de Palawan aux Philippines et 290 milles marins au sud-est du Viêt Nam continental,.
Ils se situent à environ 1,5 mille marin au nord-ouest de l'île Thitu et à 9,3 milles marins au nord-est du récif de Subi, sur le pourtour nord-ouest de l'atoll des récifs Thitu.

## Géologie et topographie
La caye Sandy est constituée de multiples plateformes récifales peu profondes bordées de bancs de sable dynamiques situées sur les bords nord et ouest de l'atoll des récifs Thitu.
Le récif occidental est marqué par six zones asséchantes le long de sa face nord et par des récifs le long de sa face sud, à des profondeurs comprises entre 5,5 et 12,8 mètres. La bordure nord du récif occidental mesure environ 9 milles marins, tandis que la bordure sud, non asséchante, mesure 6 milles marins. Elles entourent un lagon allongé de 3,5 milles marins de long et d'une largeur maximale de 1,1 mille marin.
Il existe une incertitude quant à savoir lequel des platiers récifaux situés à l'ouest de l'île Thitu, sur le côté nord des récifs Thitu, est la caye Sandy. Les platiers récifaux des trois plateformes de récifs coralliens les plus proches de l'île Thitu sont reliés par leur pente récifale, qui fait partie de l'anneau extérieur de l'atoll ouest des récifs Thitu et s'étend sur une distance de près de 7 km.
Le récif central est un récif de mi-marée (peu profond à marée basse) d'environ 2,6 km de long et 0,93 km de large situé à 6,5 km à l'ouest de l'île Thitu. Il est surmonté d'un petit banc de sable, parfois appelé Sandy Cay, mesurant moins de 20 mètres de long pour une superficie d'environ 200 mètres carrés en 2025.

## Revendications

### Contenu des revendications
Les récifs de la caye Sandy sont revendiqués par les Philippines, la Chine, le Viêt Nam et Taïwan.
L'île Thitu ou plus simplement Thitu (en tagalog: Pag-Asa (signifiant littéralement « espoir ») ou Pagasa, en chinois simplifié : 中业岛 ; en chinois traditionnel :  中業島 ; en pinyin: Zhōngyè Dǎo ; en vietnamien : Đảo Thị Tứ) est sous contrôle des Philippines depuis 1974 et revendiquée par la Chine, Taïwan et le Viêt Nam,.
En 2017, les Philippines prévoyaient de construire des abris pour les pêcheurs sur le récif central de la caye Sandy. Ce projet a été interrompu après l'opposition de la Chine en août. Le ministre philippin des Affaires étrangères, Alan Peter Cayetano, a informé le président Rodrigo Duterte qu'une telle action constituerait une violation de la Déclaration de 2002 sur la conduite des parties en mer de Chine méridionale. Duterte a déclaré avoir reçu l'assurance de la Chine qu'elle n'occuperait pas le récif,. Depuis lors, le récif est resté inoccupé par aucun pays prétendant, mais des navires chinois ont rôdé à proximité,.
À la mi-avril 2025, les garde-côtes chinois ont débarqué sur le récif pour « exercer leur juridiction souveraine », hissant un drapeau chinois sur le banc de sable,,. Ce débarquement a été qualifié de saisie de l'élément maritime,,.
Cependant, la marine et les garde-côtes philippins ont contesté cette décision, affirmant s'être rendus sur place par la suite sans rien y avoir trouvé,, et que le récif lui-même n'était pas sous contrôle chinois,,. Les Philippines ont également hissé leur drapeau national. Le Viêt Nam s'est officiellement opposé à ces deux débarquements.

### Droit public international
- Contrairement aux îles, les entités submergées ne peuvent pas revendiquer individuellement leur souveraineté, à moins qu'il ne puisse être prouvé qu'elles se trouvent dans les eaux historiques ou dans la zone économique exclusive de l'île.
- Le plateau continental ne fait pas partie du territoire national, en d'autres termes, les États côtiers n'ont pas de souveraineté sur le plateau continental. Selon l'article 77 de la Convention des Nations unies sur le droit de la mer (CNUDM) de 1982, les États côtiers n'exercent des droits souverains qu'en termes d'exploration et d'exploitation de leurs ressources naturelles. L'exercice de droits souverains par un État côtier ne doit pas causer de dommages à la navigation ou à d'autres droits et libertés d'autres États reconnus par la CNUDM. Selon l'article 79 de la CNUDM 1982, d'autres pays ont le droit d'installer des câbles et des pipelines sous-marins sur le plateau continental mais nécessitent l'accord de l'État côtier.